# Michel Simonot
Michel Simonot, né à Mauvezin (Gers),  est un écrivain, metteur en scène, et sociologue français.

## Biographie

### Parcours d'auteur
Michel Simonot est d'abord critique des spectacles au quotidien Liberté à Lille, en 1960. C'est à Lille également, en 1963 et à l’initiative de Jean-Jacques Hocquard (devenu par la suite codirecteur de La Parole Errante avec Armand Gatti), qu'il organise le festival international de l’UNEF accueillant des artistes de Cuba où il se rendra en 1967.
Il adapte des textes d’écrivains (K. Mansfield, Max Frisch...) afin de les porter à la scène, puis il écrit ses propres textes. Dans un premier temps, il crée sa propre compagnie. Puis il devient auteur et dramaturge auprès de metteurs en scène, de chorégraphes, de musiciens. 
Il a écrit depuis les années 1980 une vingtaine de textes - la plupart pour la scène -, et met volontairement fin à sa carrière d'enseignant-chercheur en 2003 pour se consacrer pleinement à son œuvre.
Artiste associé au théâtre Gérard Philipe de Saint-Denis en 2005, alors dirigé par Alain Ollivier, Michel Simonot l'a été à la friche Anis-Gras, « le lieu de l'autre » (animée par Catherine Leconte), à Arcueil, en banlieue parisienne. Il collabore avec Franck Vigroux, avec qui il dirige le festival Bruits blancs.
Il est membre du groupe d'écriture Petrol avec Lancelot Hamelin, Sylvain Levey et Philippe Malone.
Il est un collaborateur régulier de la revue Frictions, dirigée par Jean-Pierre Han.
Il a reçu une bourse du CNL pour l'ensemble de son œuvre en 1997, a été soutenu par une aide à la création attribuée par la direction de la Musique, de la Danse, du Théâtre et des Spectacles en 2003, et par la bourse Beaumarchais attribuée par la SACD en 2006.Il a été lauréat en 2017 d'ARTCENA pour Delta Charlie Delta et finaliste du Grand Prix de Littérature Dramatique, éditions Espaces 34. Il est à nouveau lauréat d'Artcena en 2021 pour "Traverser la cendre". Il est également officier des Arts et des Lettres.

### Parcours universitaire, parcours artistique et au sein des institutions culturelles
Sociologue de la culture et psychosociologue, Michel Simonot a depuis les années 1960 enseigné dans plusieurs universités. Assistant à l’université de Lille en 1968, il devient Maître de conférence en 1974 à l'université de Rouen. Il a aussi été chargé de cours à l'Université Paris V, Censier, ainsi qu'à l'Université de Barcelone.
Son parcours l'amène à travailler au sein de certaines institutions culturelles :  D'abord comme secrétaire général à la Maison de la culture du Havre de 1977 à 1981, puis au ministère de la culture, (comme responsable de la cellule Formation à la direction du développement culturel) où il met en place en 1982 une politique nationale de formation des responsables culturels. En collaboration avec le ministère de l’Éducation nationale, il crée les premiers D.E.S.S et maîtrises de responsables culturels. 
En 1986, il fonde l'ANFIAC, organisme national de réflexion et de formation des professionnels de la culture. Il lance la revue Les Cahiers du renard (1991-1993) - avec Blandine Masson comme rédactrice en chef - et le magazine Découpe (1988-89).
En 1991, il entre à la direction des fictions de France Culture, et y développe une politique d'auteurs aux côtés d'Alain Trutat. Parallèlement, il écrit lui-même pour la radio et produit des émissions autour de l'écriture et de la fiction. Il quitte ensuite la radio pour se consacrer exclusivement à l’écriture, pour partie littéraire et poétique, pour partie dramatique.
Il poursuit également son travail d'intervenant sur les enjeux de la politique culturelle et sur les écritures contemporaines.
Artiste associé à la direction de la friche culturelle Anis Gras, à Arcueil (Val de Marne). Avec le musicien Franck Vigroux, il crée et assure la codirection artistique du Festival Bruits Blancs (formes audiovisuelles, musiques exploratoires, littérature, poésie).
Il a été l’un des responsables fondateurs de l’Académie expérimentale des théâtres, avec Michelle Kokosowski. Il a fondé en 1991, avec José Monleon, depuis Madrid, l’Institut international du théâtre méditerranéen.

## Travaux universitaires et thèmes de l’œuvre

### Le travail de réflexion autour de l'art, de la culture et de l'éducation populaire
Dans les premières années de son travail de recherche universitaire, Michel Simonot focalise son travail autour de l'animation socio-culturelle et des enjeux politiques et culturels de l'éducation populaire. Il participe à plusieurs études sur ces sujets, axant sa réflexion sur le rôle de l'animateur/médiateur socio-culturel  . Dans un premier temps il s’inscrit dans les travaux du sociologue Joffre Dumazedier, en écrivant des ouvrages de référence sur l'animation et la formation des animateurs , militant spécifiquement pour leur professionnalisation  et analysant leur composition sociale et leurs aspirations. Il quitte ensuite « l’école » de Dumazedier pour rejoindre celle de Pierre Bourdieu, ce qui l'amène à une « critique idéologique de l'animation socioculturelle », telle qu’elle se définissait alors dans les années 1970, « mais pas de l'éducation populaire ». Son travail de sociologue portera de plus en plus sur les enjeux politiques et sociaux de la vie culturelle et artistique.
Aujourd'hui, il consacre sa réflexion à l'analyse des rapports entre l'artistique et le politique. Il s'engage contre une lecture politicienne de rentabilité (économique ou sociale) de l'art, la culture et de l'animation,. Il a réalisé de très nombreuses études sur les rapports entre enjeux politiques et enjeux artistiques. Il écrit sur les rapports entre l'écriture et la représentation scénique (le théâtre, les arts de la rue, etc.).
Son dernier ouvrage, La langue retournée de la culture, (Éditions Excès, mars 2017), est consacré à l'analyse des transformations de la langue des politiques culturelles dans le cadre du néo-libéralisme.

### L'engagement artistique

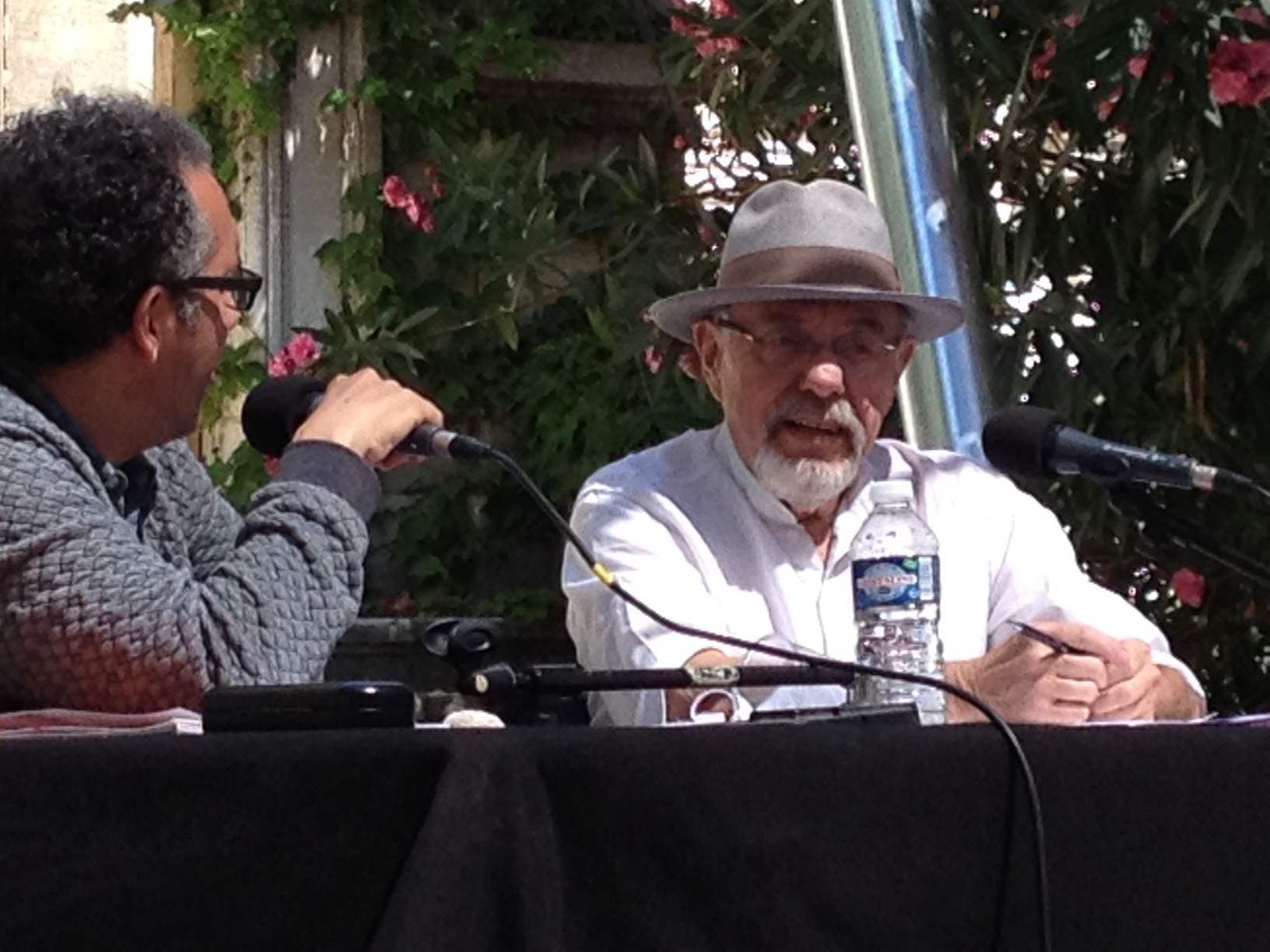
Michel Simonot durant le débat consacré à "Delta Charlie Delta" dans le cadre des "Ateliers de la pensée" au Festival d'Avignon 2016, avec Nordine Nabili du Bondy Blog.

Se réclamant d'Heiner Müller (avec qui il a travaillé sur Rouge Nocturne - Verdun) pour ce désir d’explorer une liberté d’écriture politique, poétique et mythologique, il revendique aussi l'influence d'Edmond Jabès et Paul Celan dans son évolution politique et poétique. Il est marqué, également, par l’écriture d’Armand Gatti, dont il a créé L’Enclos, par celle de Valère Novarina dont il a porté à la scène, avec les élèves du Conservatoire de Madrid, la première traduction en espagnol.
Dans son œuvre, Michel Simonot s'attache particulièrement à rendre compte des problématiques liées à la représentation du réel, au regard et à l'usage du langage. Puis il se concentre sur la question du témoin. Se plaçant souvent dans une démarche à la frontière entre un regard politique et une approche psychologique ou émotionnelle forte, Michel Simonot est défini par Pierre Longuenesse comme un équilibriste, dans une « posture constamment « au seuil », entre recherche et écriture, entre les mots et le plateau, entre le politique et le poétique, entre l'intime et le collectif, sur un fil de funambule où l'exploration intérieure accompagne sans cesse un regard aigu sur la violence ultralibérale du monde d'aujourd'hui ».
En 2013 paraît, aux éditions Quartett, Le but de Roberto Carlos, qui est le récit d'un exil, le parcours d'un jeune émigré à travers frontières et murs. Son écriture tisse fiction, témoignage, éléments informatifs, poésie. Le critique Pierre Monastier parle d'un engagement qui allie le politique et l'artistique : « Son écriture ne cède en rien au combat qui l’anime ; sa plume forte et engagée trempe dans l’encre rouge de la lutte – en son essence – politique. »
Delta Charlie Delta, publié en 2016 aux éditions Espace 34, a pour sujet la soirée du 27 octobre 2005 à Clichy-Sous-Bois et la mort de Zyed et Bouna. Il y donne entre autres la parole à Muhittin Altun, le survivant, laissé pour compte par les médias mais seul témoin direct de la tragédie. À travers le procès des policiers (relaxés depuis), il y explore, en mêlant différents types d'écritures (documentaire, poétique, de fiction) un certain constat sociologique. Par le choc émotionnel, il fait ressentir le manque de dialogue et de reconnaissance entre regards qui ne s'affrontent pas, ainsi que la portée quasi-mythologique de l'événement.
Delta Charlie Delta est lauréat de l'Aide à la création du Centre national du théâtre en 2016 et de Collidram, prix national des collèges pour l'année scolaire 2016-2017. La pièce, créée à L'Échangeur de Bagnolet le jeudi 10 mai 2018, dans une mise en scène de Justine Simonot, reçoit un accueil critique quasi unanime, de Jean-Pierre Thibaudat (Mediapart) à Gilles Costaz (Politis), en passant par Pierre Monastier : « C’est un grand texte, parce qu’un authentique drame. [...] C’est que Michel Simonot ne trempe pas d’abord sa plume dans l’encre sensationnaliste de certains médias, ni dans celle, incantatoire, de certains hommes politiques. Il est l’écho artistique, humble et tremblant, d’une parole qui survit, celle du troisième enfant sorti brûlé, mais vivant, de la cellule électrique. Cet adolescent, Muhittin, ouvre pour le dramaturge la possibilité d’une parole qui témoigne jusque dans la chair brésillée. [...] En plus d’être un drame contemporain quasi parfait, Delta Charlie Delta porte en son centre une puissante réflexion sur la parole, sur son statut et ses conséquences. ». Ce texte est traduit en Anglais, Espagnol, Allemand.
Une commande du Théâtre National de Strasbourg l'amène à écrire un texte court: Même arrachée. Publication en 2022, éditions Espaces 34.
Traverser la cendre est lauréat 2021 de l'Aide nationale à la création (ARTCENA), et paraîtra en septembre 2021 aux éditions Espaces 34 (collection Hors Cadre). 

## Œuvre
Pour la scène
- 2024: Fugue. éditions Les Cahiers Théâtre. La Maison Théâtre. Strasbourg.

- 2021: Même arrachée. éditions Espaces 34. Mise en scène par Nadège Coste. 2023 et 2024.
- 2021: Traverser la cendre. éditions Espaces 34. Mise en scène par Nadège Coste. 2024. Réalisation France Culture 2024.
- 2016 : Delta Charlie Delta. Éditions Espaces 34. Mise en scène par Justine SImonot. 2018. Bagnolet et tournée nationale
- 2014 : Un Koltès. Auteur : Petrol* (Lancelot Hamelin, Sylvain Levey, Philippe Malone, Michel Simonot). Mise en espace Théâtre Koltès. Metz, 2014.
- 2013 : Le But de Roberto Carlos. Éditions Quartett. Création décembre 2014/janvier 2016, compagnie du Samovar. Puis mise en scène par Hassan Kassi Kouyaté, 2016/2017. Mises en espace : Stanislas Nordey, Jean-Marc Bourg, Eric Frey, Aimée-Sara Bernard, Luc Sabot.
- 2013 : Merry Go Round. 2013. Éditions théâtrales 2016. Groupe Petrol* (Lancelot Hamelin, Sylvain Levey, Philippe Malone, Michel Simonot). Mise en espace université d’Arras, 2013.
- 2012 : Roms & Juliette. Éditions théâtrales. Groupe Petrol.
- 2006 : L’Extraordinaire Tranquillité des choses, Éditions Espaces 34, Groupe Petrol. Création au Théâtre Gérard Philipe de  Saint Denis, C.D.N. 2006.
- 2004 : Rouge derrière les yeux. Chorégraphie Brigitte Dumez, Paris.
- 2003 : Cargaison, Création Paris. La Cartoucherie, Théâtre du Chaudron. Avignon, Théâtre des Halles. Coproduction Centre des Bords de Marne, Le Perreux.
- 2003 : La Nuit des portes-paroles, Actuel Free Théâtre, Kremlin Bicêtre.
- 2003 : La Mémoire du crabe, édition Les Cahiers de l’Égaré. mise en scène Justine Simonot, Mont Saint Aignan.
- 2000 : Hôtel des lunes, mise en espace de Thierry Atlan - , La Chartreuse de Villeneuve les Avignon.
- 1996 : Une scène pour Médée, Création à la Maison de la culture de Bourges, 1998, Réalisation à France Culture par Blandine Masson.
- 1995 : Rouge nocturne. Chronique des jours redoutables, édition Les Cahiers de L’Égaré. Michel Simonot, Suzanne Joubert, Jean Jourdheuil, Heiner Müller. Création à Verdun. 1996.
- 1995 : Lola Circus, feuilleton pour France Culture
- 1994 : La serveuse quitte à quatre heures, édition Actes Sud-Papiers, mise en scène Michel Dubois. Théâtre du Rond-Point, Paris
- 1991 : Le Faiseur d’éloges. Création au Théâtre d’Évreux. Nouvelle création : Teatro de Almada, Lisbonne, Portugal. 2009 [Traduction : O Vendedor de Elogios. Ed. Teatro. Lisbonne. 2009].

Liste non exhaustive des publications universitaires
- "Les Associations dans la vie et la politique culturelle. Regards croisés." [TdD28]
- “Les Animateurs socioculturels”. Paris. P.U.F. 1974
- “Approche psychosociologique des activités socioculturelles”. In : Encyclopédie des sciences pédagogiques . Publié sous la direction de M Debesse et G. Mialaret. Tome IX. Paris. P.U.F. 1976
- “Un métier pour quelles activités”, in : Les Cahiers de l’ Animation. n°22.  I.N.E.P. 1978
- “Entretien non-directif, entretien non-préstructuré”. In : Bulletin de psychologie . Paris. 1979
- “Produits artistiques et pratiques sociales”. In : Théâtre public.. n° 33 1980
- “Les Couches moyennes au pouvoir : Le Cas de Louviers”. In : Observation du changement sociale et culturel”.  Rapport A.T.P. du C.N.R.S.  1980
- “Enjeux esthétiques, enjeux politiques”. In : Théâtre public. 1981
- “Entre l’œuvre et le spectateur”. In : Théâtrepublic. 1984
- “Stratégies pour une redistribution des positions : L’Artiste et le Gestionnaire”.  In Économie de la culture. Congrès international d’ économie de la culture. C.N.R.S. Documentation française. 1986
- “Imaginaire artistique, imaginaire politique”. In :Cosmopolitiques. N° spécial. 1988
- “Artistes sans œuvres”. In : Les Cahiers du renard.  Ed. ANFIAC. no 1. 1989
- “Le Mur et le Cercle :  La Contestation culturelle”. In: Le Prince et l’Artiste. Pouvoirs publics et création. Dir. E. Wallon.   Ed. université Mendès France, Presses universitaires de Grenoble. 1991
- ”Théâtre, fin de siècle”. Rapport pour la Fondation Banesto et le Conservatoire supérieur d’ art  dramatique de Madrid. 1992
- “La Coopération culturelle en Europe”;. Rapport pour le Conseil de l’ Europe. Strasbourg. 1993.
- “Art et politique: de l’art, de la  rue, de la ville”. In  Les Arts de la rue.  Ed. Lieux publics. Marseille. 1993
- “Lecture et médiation culturelle”. Rapport pour le Colloque national des bibliothécaires. Saint Nazaire. Multigr. 1993.
- “Critique théâtrale et médiation”.  Rapport pour les Rencontres nationales sur les fonctions de la critique. Multigr. Ulysse. 1994.
- “La Culture en débat, enjeux idéologiques : 1968”. In : La Décentralisation théâtrale, tome III. (Dir: R. Abirached, Professeur à Paris X) . Ed Actes-Sud Papiers.  Paris. 1994
- « La Ville et l’œuvre d’art. Les Parapluies et la question perdue ». Séminaire du Merveilleux urbain. Metz. 1995. In : « Villes, imaginaires et création artistique ». Ed. Merveilleux urbain. Paris. 1996.
- « Théâtre et Soumission ». In : « Du théâtre La Revue ». no 16. 1997.
- « L’Art de la rue. Scène urbaine, scène commune. » Étude pour HorsLesMurs et le ministère de la Culture. 1999.
- « Le Jeu avec la règle » in « Frictions ». no 2 . 2000.
- « De l’écriture à la scène.  Des écritures contemporaines aux lieux de représentation ». Études pour la D.M.D.T.S. Publication aux éditions Entre/vues, mai 2001.
- « Nouveaux espaces de représentation ». in Frictions. no 9 – 2005.
- « Art de la scène, art numérique », in Nouveaux médias, nouveaux langages, nouvelles écritures. Éditions l’Entretemps. 2005
- « Pour un argumentaire renouvelé de la culture », avec Diane Scott. Revue internationale des livres et des idées. Septembre 2011.
- Autonomie et Dépendance. » . revue ACTIF. 2014
- "La Langue retournée des politiques culturelles."  Feuilles publiées dans la revue Frictions. Juin 2016